# Nuakata
L'isola di Nuakata è un'isola della Papua Nuova Guinea, che si trova a sud delle isole di D'Entrecasteaux..
Amministrativamente fa parte del Distretto di Alotau nella Provincia della Baia Milne, appartenente alla Regione di Papua.